# 21. Armee (Wehrmacht)
Die 21. Armee / Armeeoberkommando 21 (AOK 21) war eine Kommandobehörde des Heeres der Wehrmacht während des Zweiten Weltkrieges. Sie war Oberkommando jeweils wechselnder Armeekorps sowie zahlreicher Spezialtruppen.

## Geschichte
Einsatzgebiet:

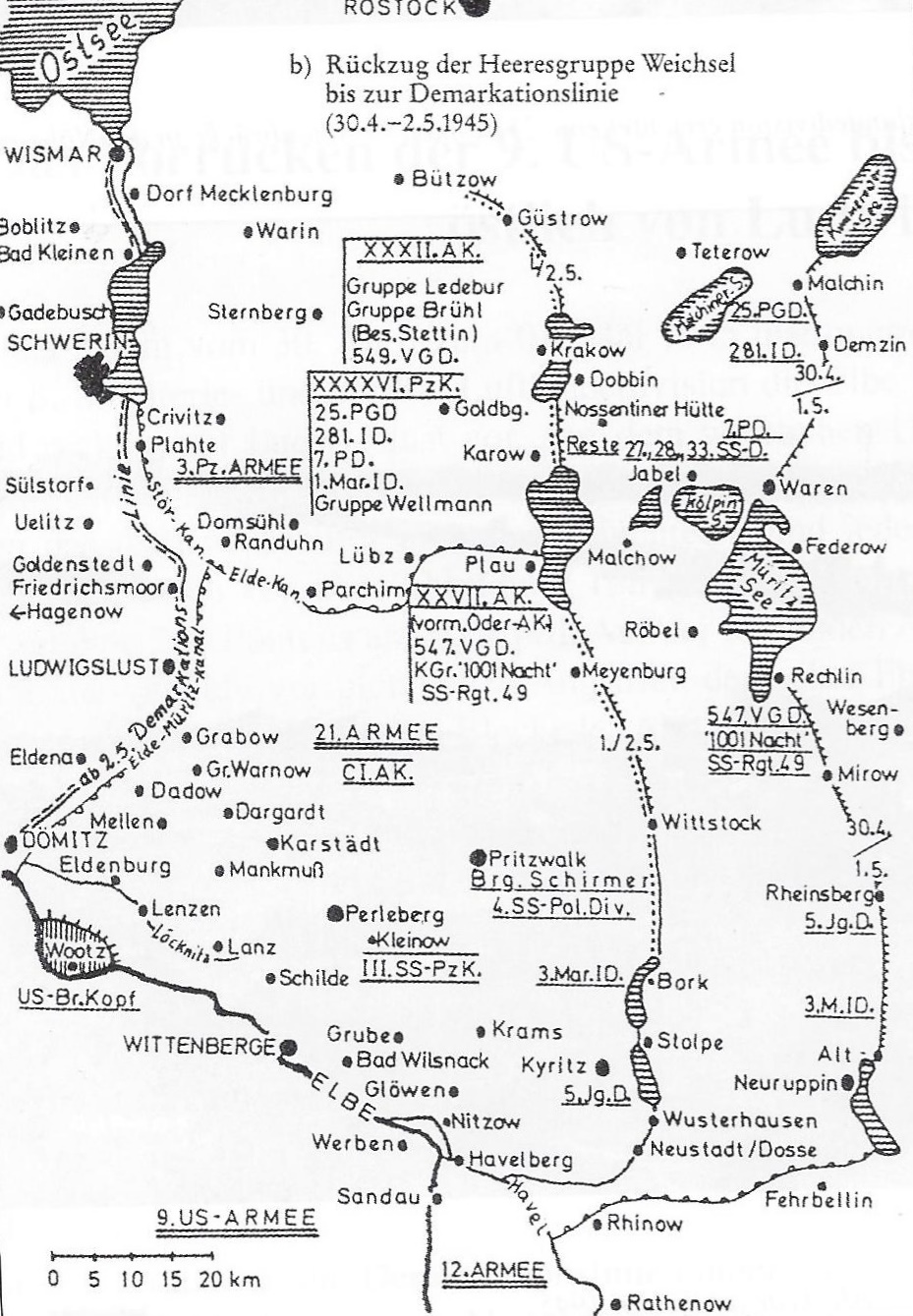
Lage 21. Armee Anfang Mai 1945

- Norddeutschland: April bis Mai 1945

Die 21. Armee wurde nach der Schlacht um Ostpreußen aus Teilen der 4. Armee und der Armeegruppe Steiner aus der Heeresgruppe Weichsel Ende April 1945 aufgestellt. Zu diesem Zeitpunkt hatten die Wehrmachtsverbände bereits starke Auflösungserscheinungen. Von Tippelskirch konnte weder den Flüchtlingsstrom aufhalten, noch seine Einheiten lokalisieren.
Sie kapitulierte am 2. Mai 1945 in Norddeutschland bei Ludwigslust, Eldena und Dömitz vor britischen Truppen.

## Personen
| Dienstzeit                | Dienstgrad             | Name                  |
| ------------------------- | ---------------------- | --------------------- |
| 27. April bis 2. Mai 1945 | General der Infanterie | Kurt von Tippelskirch |

| Dienstzeit                | Dienstgrad | Name                                           |
| ------------------------- | ---------- | ---------------------------------------------- |
| 27. April bis 2. Mai 1945 | Oberst     | Ulrich Freiherr von Varnbüler und zu Hemmingen |

| Dienstzeit                | Dienstgrad     | Name                     |
| ------------------------- | -------------- | ------------------------ |
| 27. April bis 2. Mai 1945 | Oberstleutnant | Carl-Otto von Hinckeldey |

## Gliederung
Gliederung am 28. April 1945
- III. (germanisches) SS-Panzerkorps
- CI. Armeekorps

Gliederung am 30. April 1945
- III. (germanisches) SS-Panzerkorps
  - Kampfgruppe 4. SS-Polizei-Panzergrenadier-Division
  - 3. Marine-Infanterie-Division
  - Kampfgruppe 33. Waffen-Grenadier-Division der SS „Charlemagne“ (französische Nr. 1)
  - Kampfgruppe 15. Waffen-Grenadier-Division der SS (lettische Nr. 1)
- CI. Armeekorps
  - 5. Jäger-Division
  - Division zur besonderen Verfügung 606
- XXVII. Armeekorps
  - Fallschirm-Panzer-Ersatz- und Ausbildungs-Brigade 2 “Hermann Göring”
  - 1. Marine-Infanterie-Division
  - 547. Volksgrenadier-Division

Gliederung am 2. Mai 1945
- III. SS-Panzerkorps
- XXVII. Armeekorps
- CI. Armeekorps